# Preßburgisches Wochenblatt
Das Preßburgische Wochenblatt zur Ausbreitung der Künste und Wissenschaften wurde 1771 in Preßburg von Karl Gottlieb von Windisch gegründet. Es erschien über einen Zeitraum von drei Jahren hinweg wöchentlich.

## Werkgenese
Nach den Wochenschriften Der Freund der Tugend und Der vernünftige Zeitvertreiber war dies die dritte von Windisch gestaltete Beilage der Preßburger Zeitung. Obwohl das Blatt als moralische Wochenschrift bezeichnet wird, entspricht es nicht diesem Typus. Windisch nahm fast ausschließlich Artikel über naturwissenschaftliche und ökonomische Themen auf, die er der „Gazette litteraire de Berlin“, den „Memoires de l'Academie des Sciences“ und dem „Universal Magazine“ entnahm. Die Zahl der moralisierenden Beiträge ist gering. Windisch engagierte sich in diesem Blatt auch politisch: in den Geschichten „Lysimachus“ (3. Bd., Stk. 4) und „Beyspiel strenger Gerechtigkeit“ (3. Bd., Stk. 13) betonte er die Notwendigkeit, aufgeklärte Monarchen an der Spitze des Staates zu haben. Erzählungen und Anekdoten lockerten den wissenschaftlichen Charakter der Zeitschrift auf. 1773 schied Windisch aus der Redaktion der Preßburger Zeitung aus und schloss damit auch das Preßburgische Wochenblatt.